# Calappa lophos
Calappa lophos is een krabbensoort uit de familie van de Calappidae. De wetenschappelijke naam van de soort is voor het eerst geldig gepubliceerd in 1782 door Herbst.